# Kalisz
Kalisz (pronunțat în polonezăⓘ) este un municipiu în Polonia, capitala regiunii Kalisz.

## Etimologie
Numele "Kalisz" provine de la termenul celtic "cal", care înseamnă flux sau de la termenul slav "kal", care înseamnă mlaștină.

## Istorie
Kalisz a fost mult timp considerat cel mai vechi oraș din Polonia, fiind menționat de Ptolemeu în secolul al II-lea d.Hr., fapt care este pus la îndoială de mulți cercetători. Locația menționată de Ptolemeu a fost situată pe teritoriul provinciei romane Magna Germania. Există multe artefacte din perioada romană în zonă, care indică faptul că aici ar fi putut fi unul dintre locurile de popas ale soldaților romani aflați în drum spre Marea Baltică.
În anul 1807, Kalisz a devenit o capitală de provincie. În timpul invaziei lui Napoleon Bonaparte în Imperiul Rus, aici a fost semnat tratatul dintre ruși și prusaci. Odată cu izbucnirea Primului Război Mondial, Kalisz a devenit unul dintre primele orașe distruse, fiind bombardat și ars până la temelii de forțele germane aflate sub comanda maiorului Hermann Preusker. Din cei aproximativ 60.000 de cetățeni în 1914, doar 5.000 au rămas în Kalisz un an mai târziu. Până la sfârșitul Primului Război Mondial, cu toate acestea, o parte din centrul orașului a fost mai mult sau mai puțin reconstruit, iar mulți dintre vechii locuitori s-au întors.

## Galerie

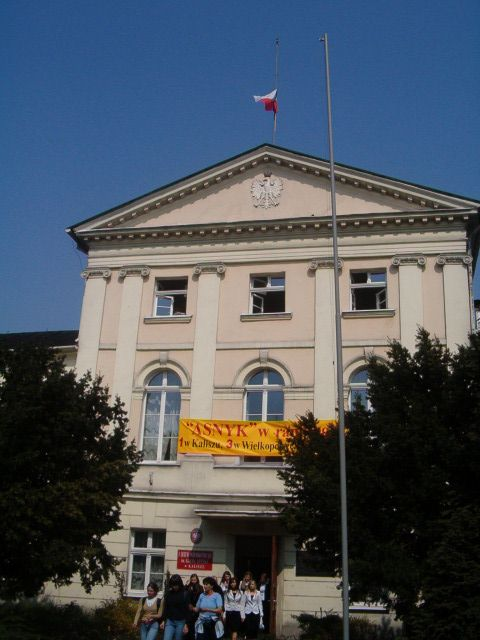
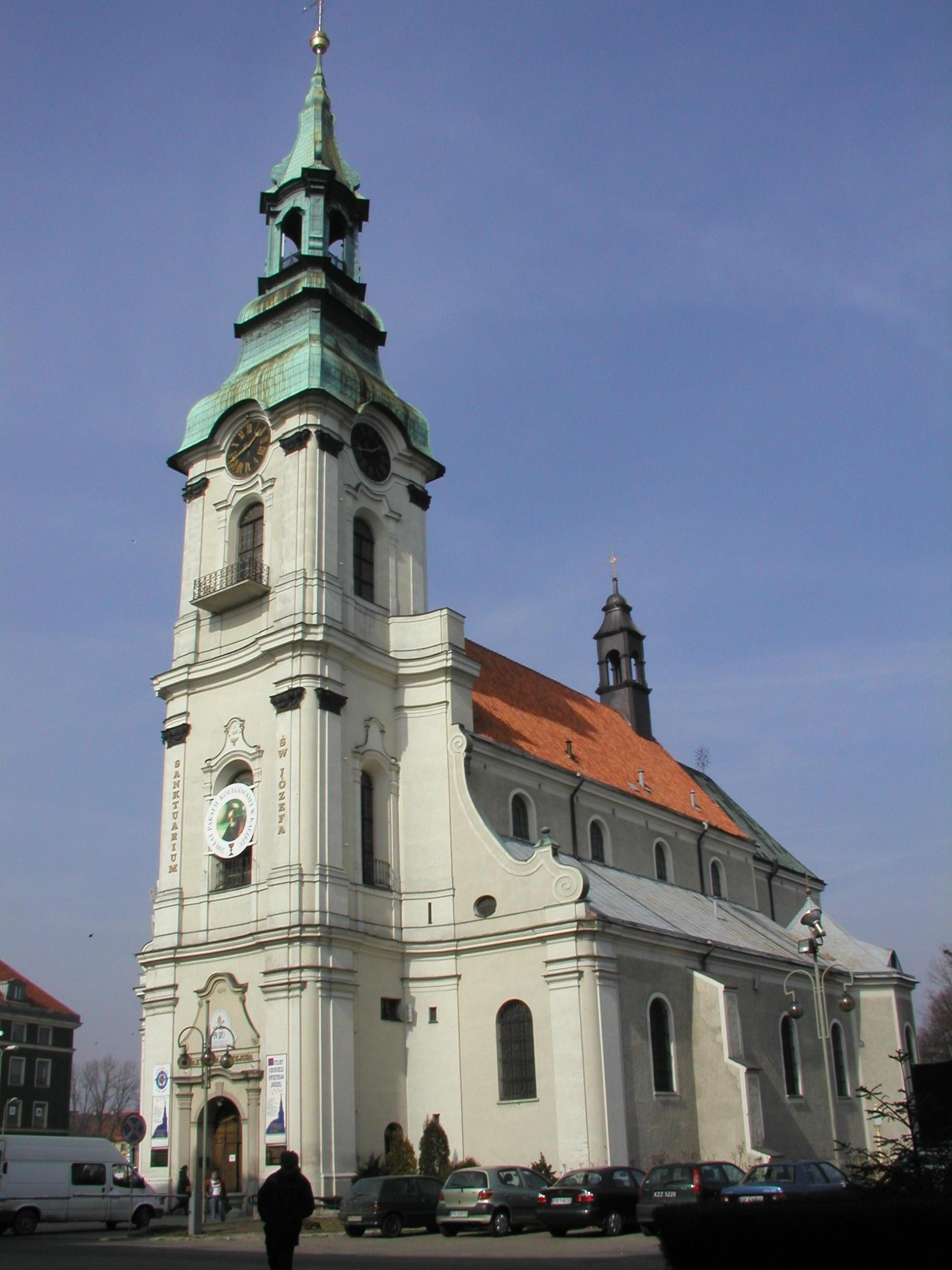
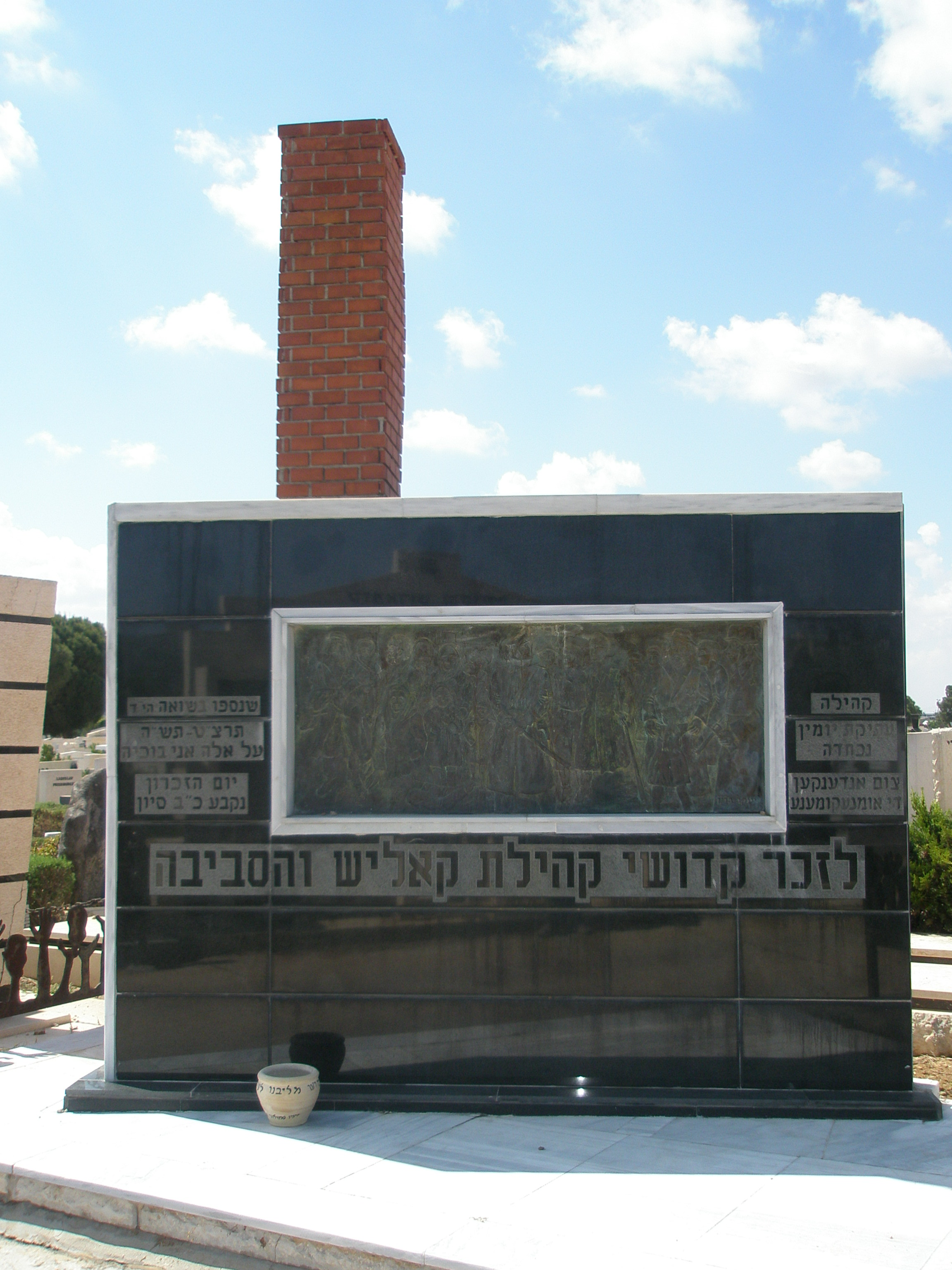
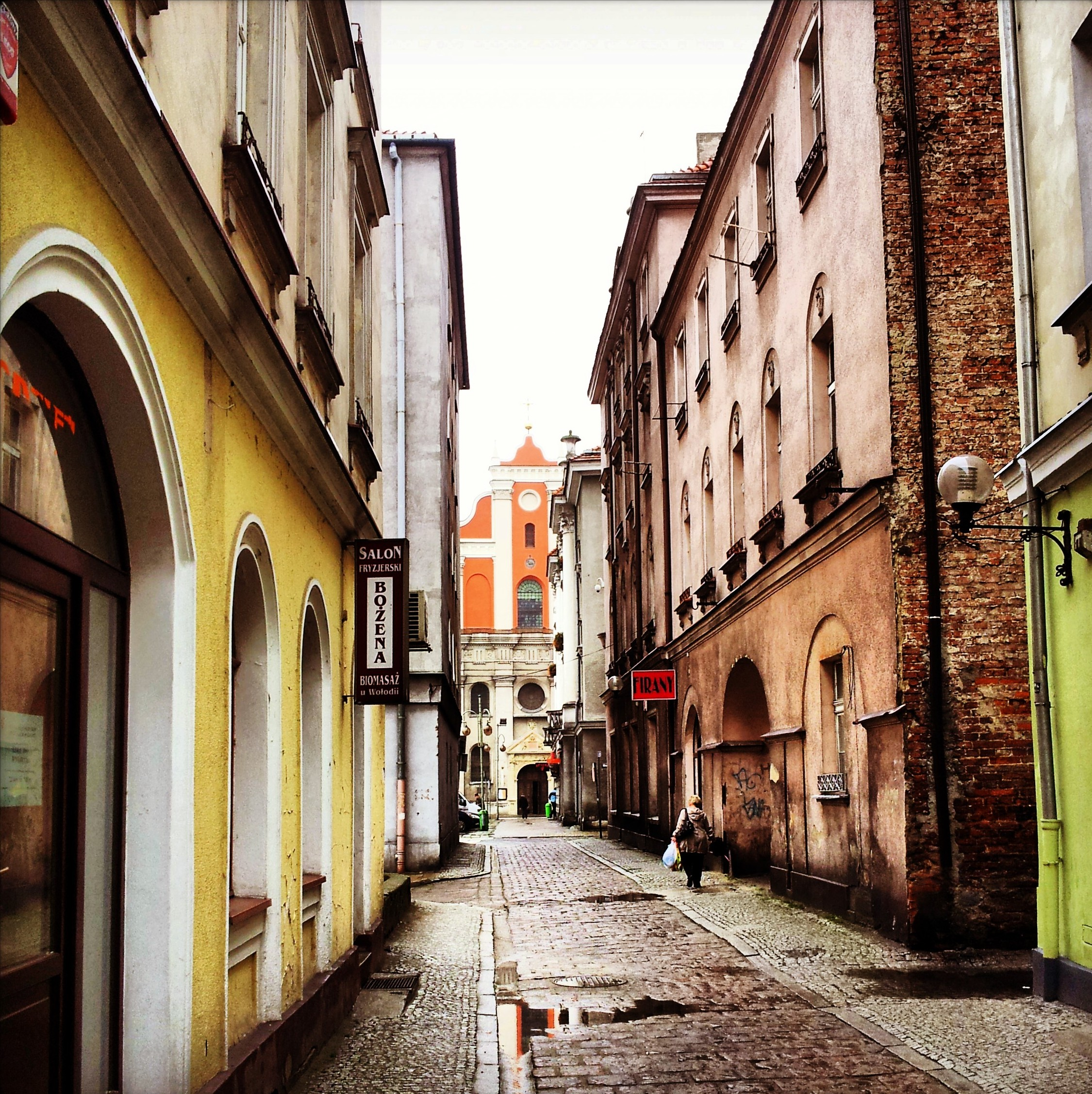
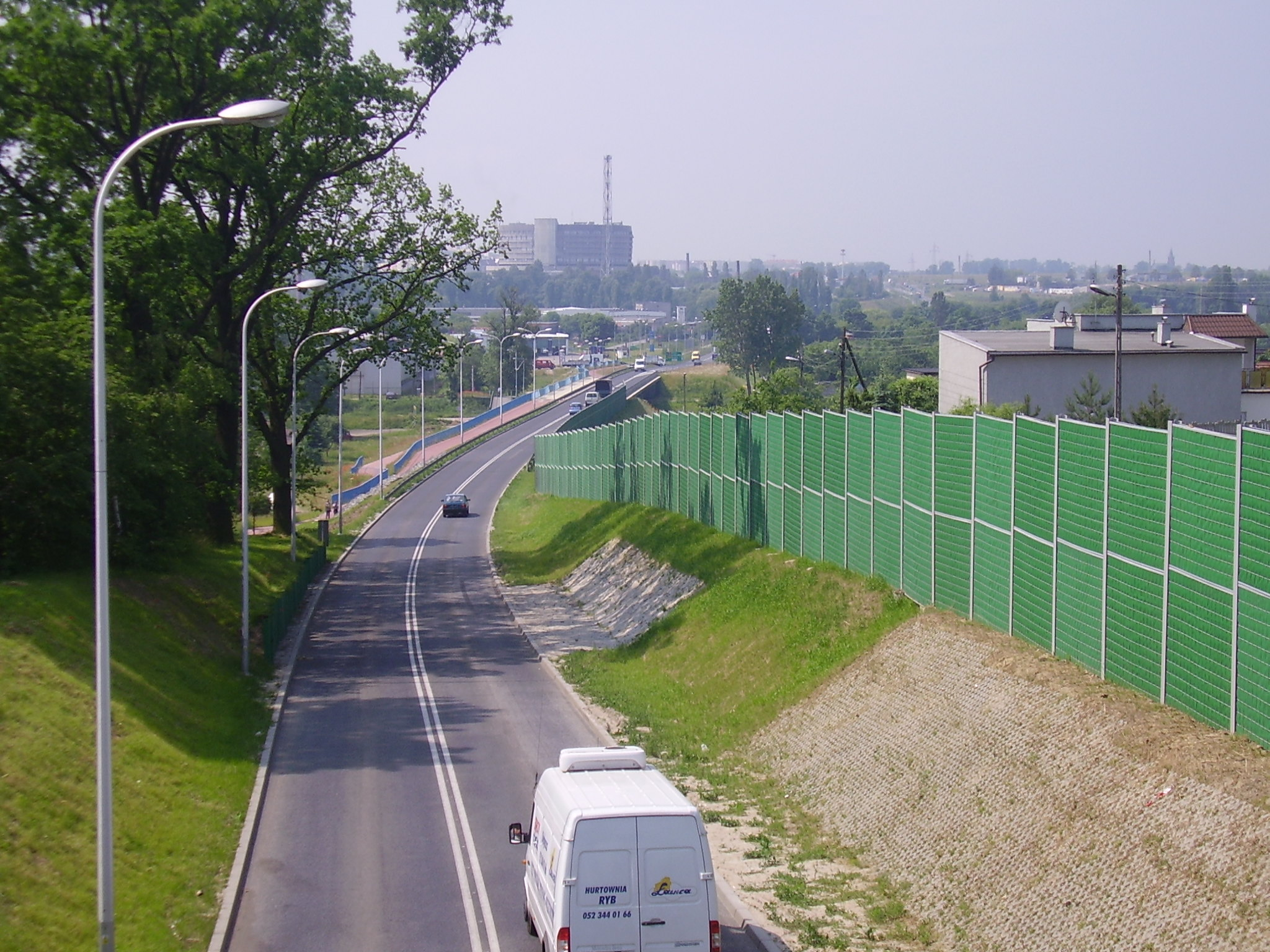
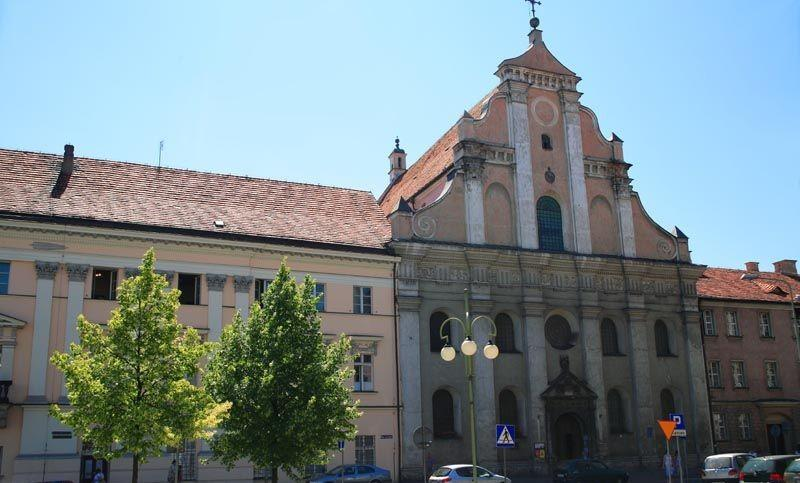
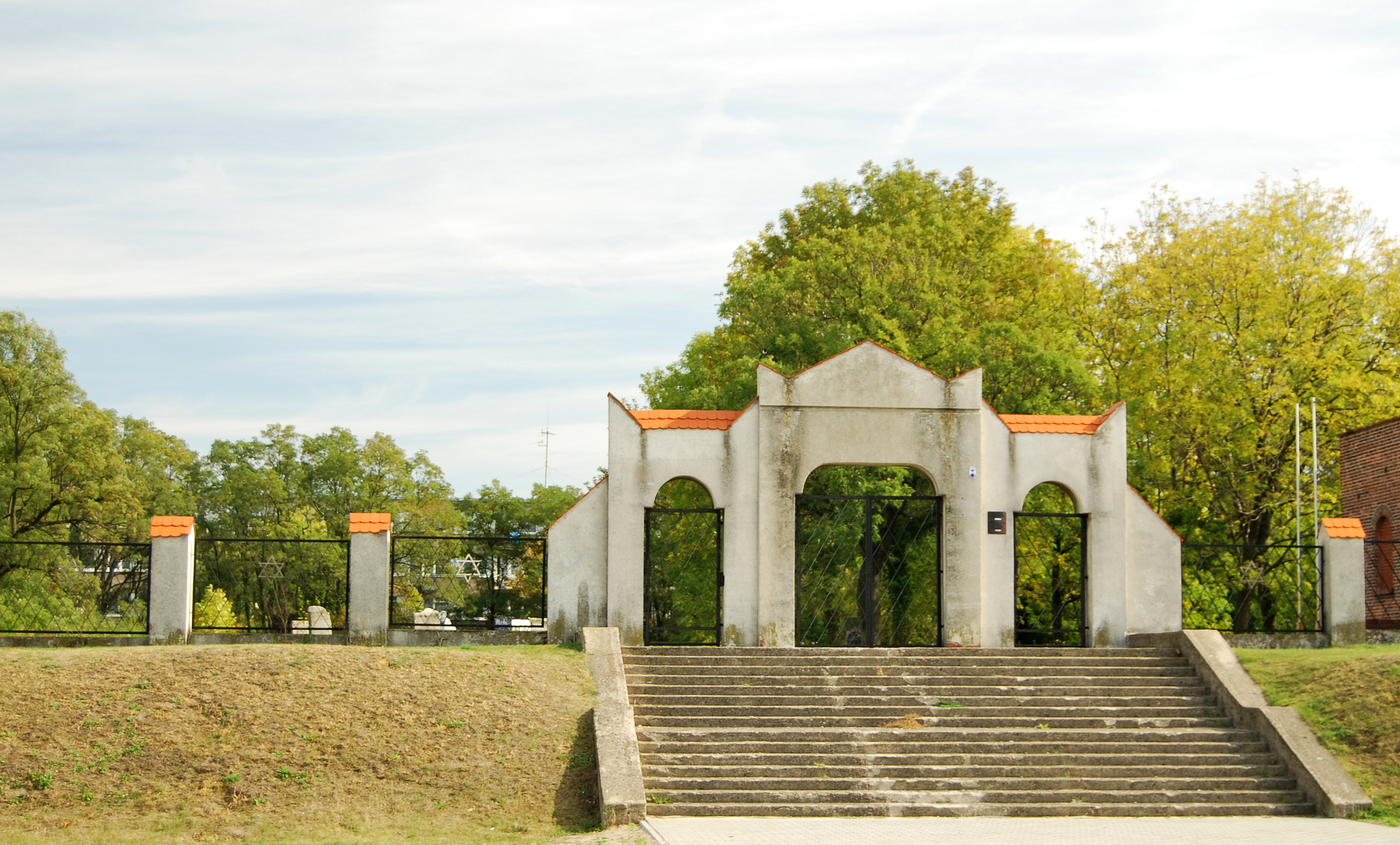
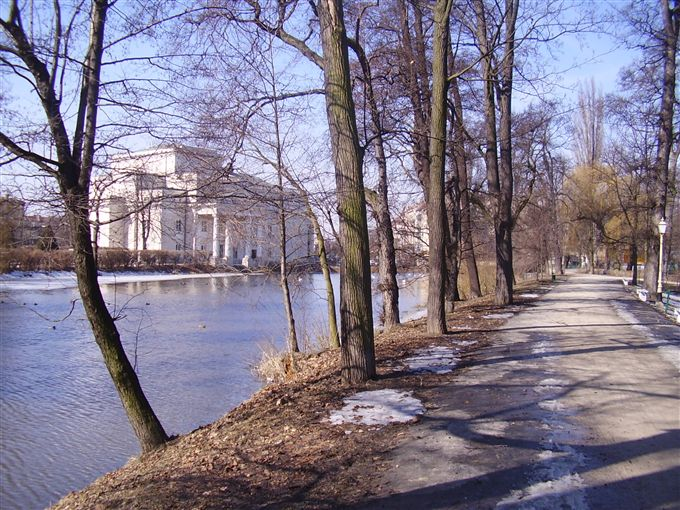
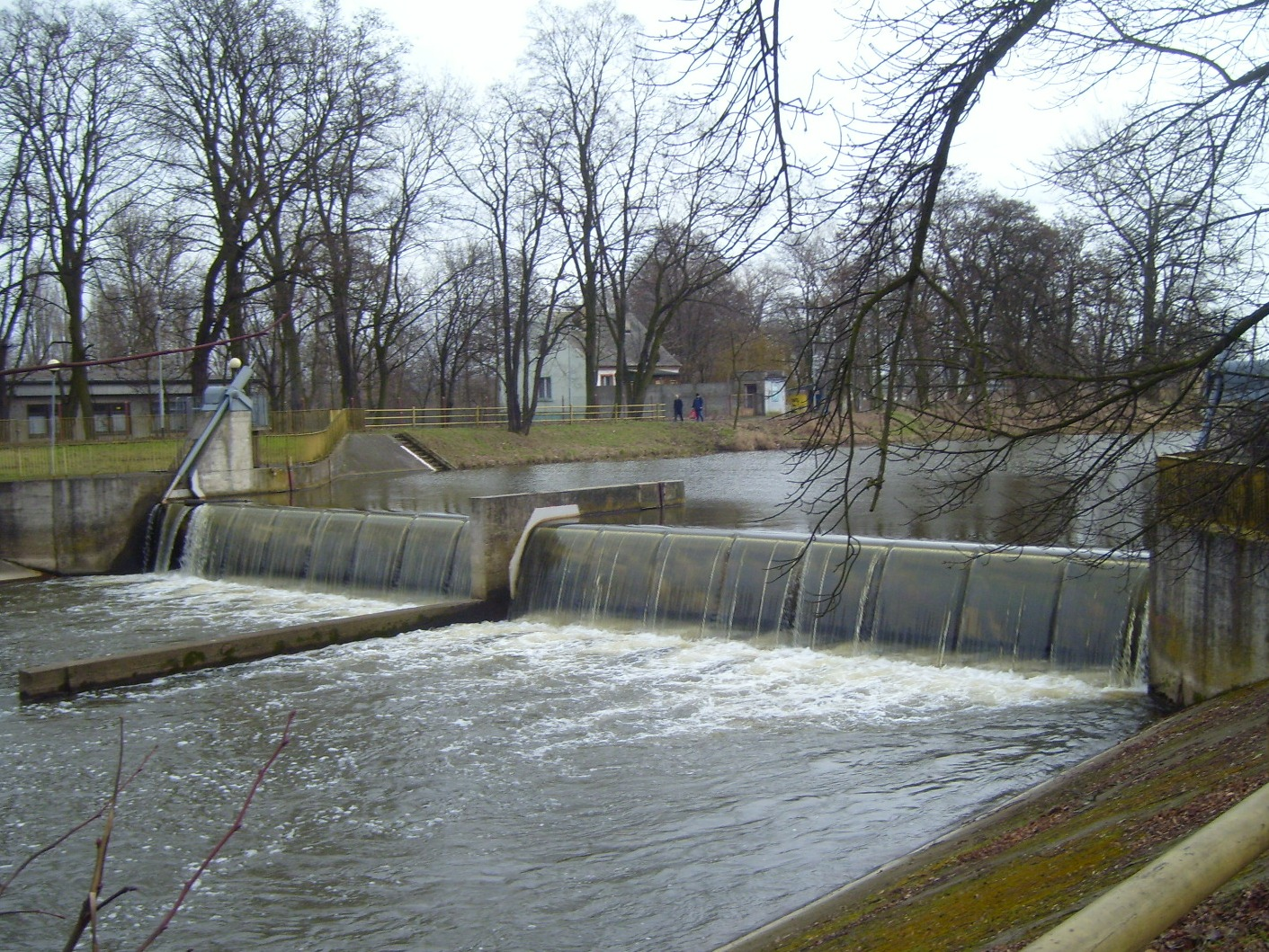
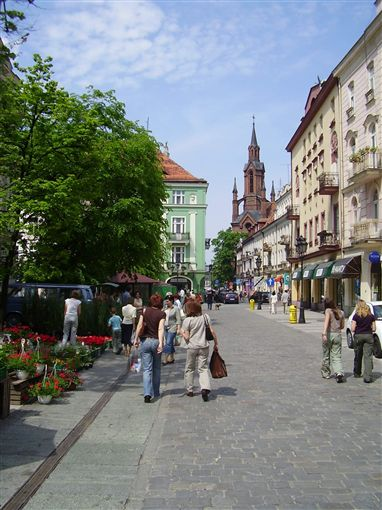
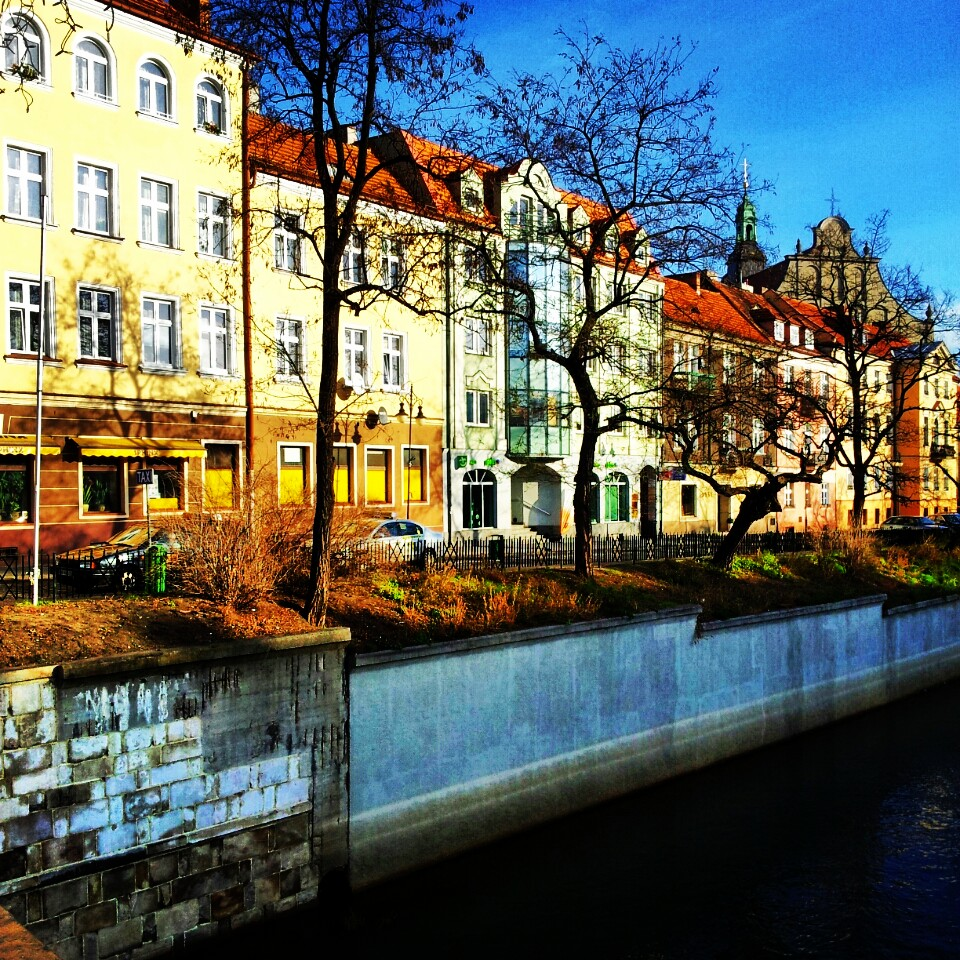
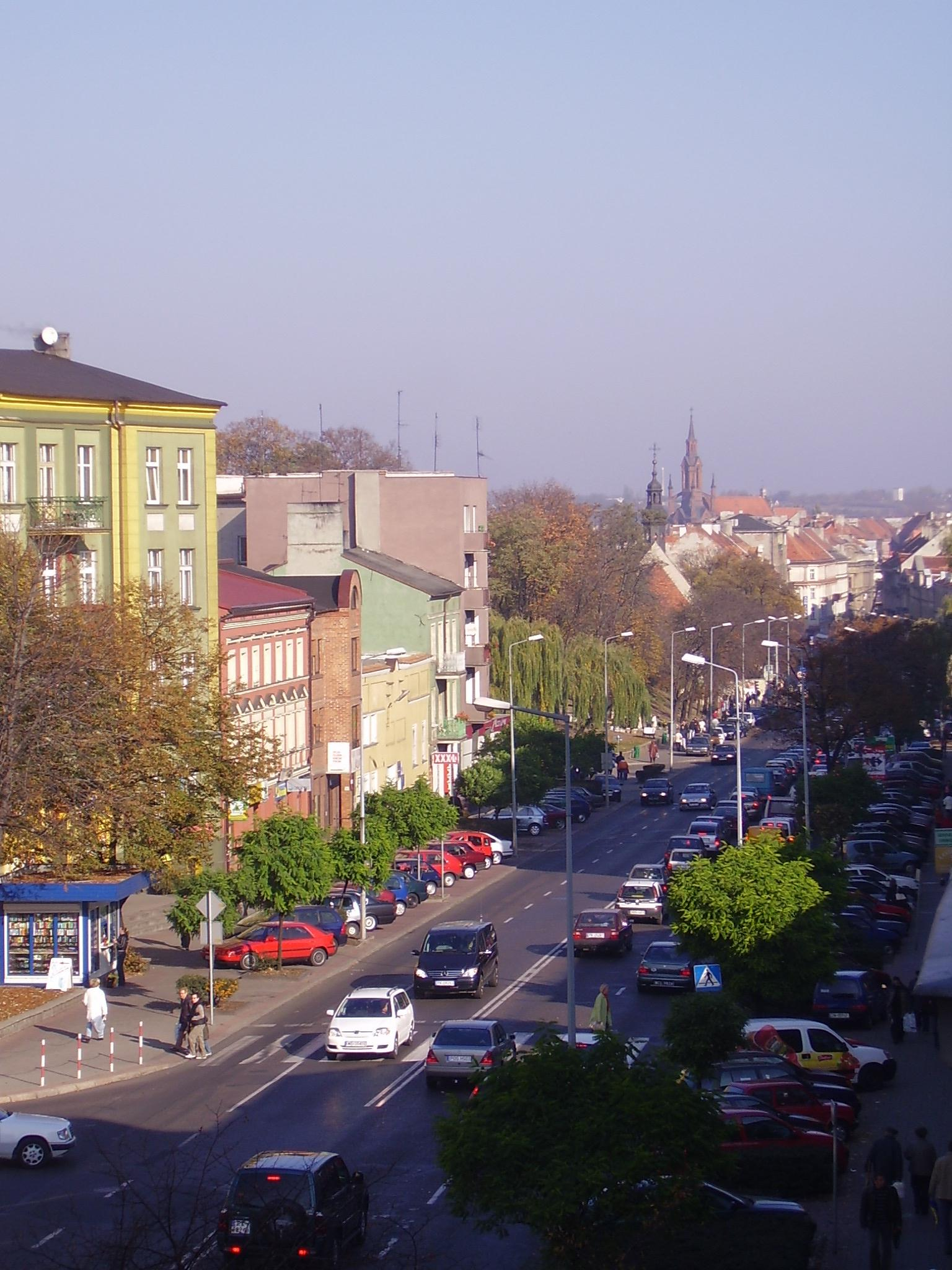
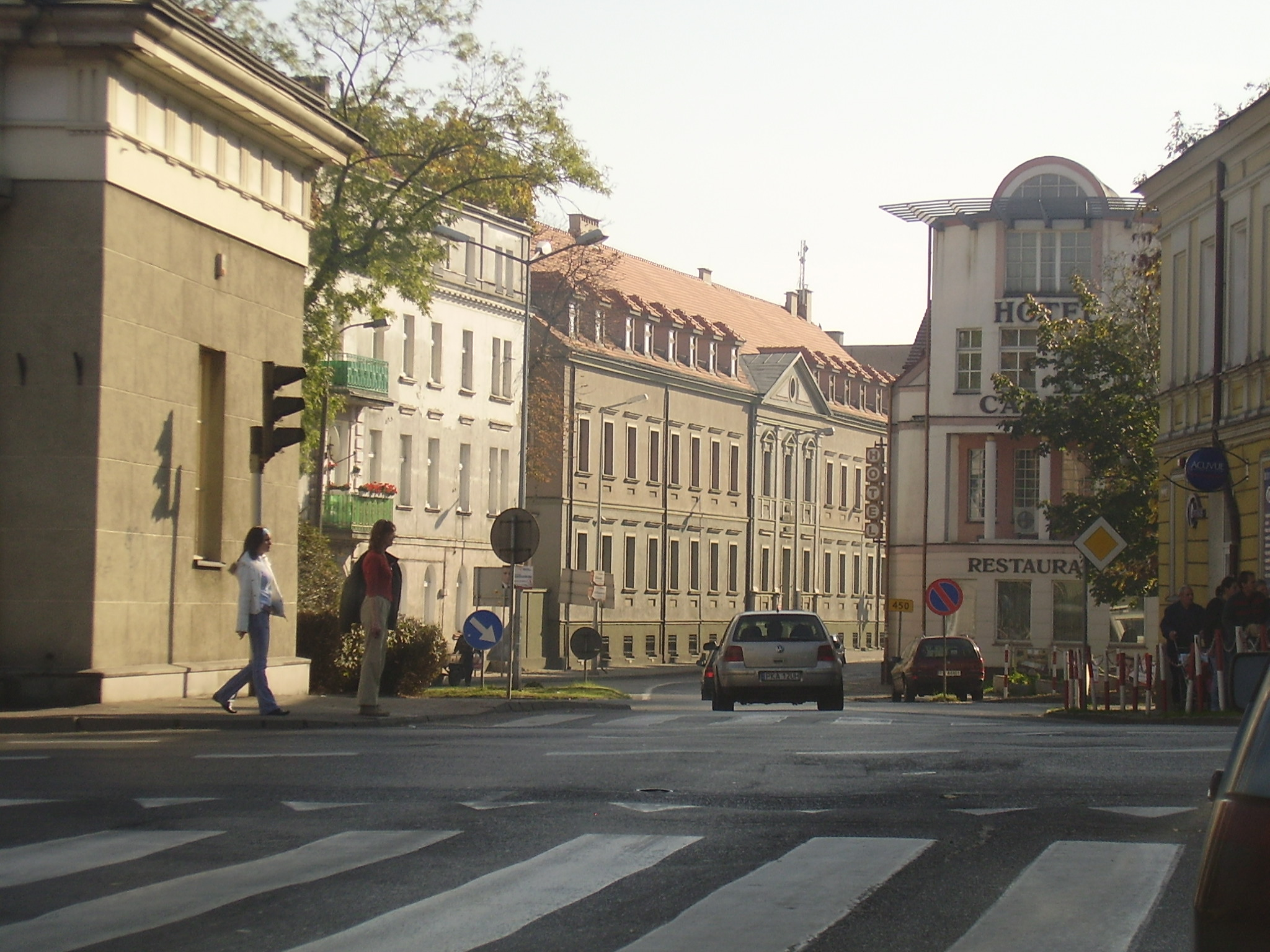
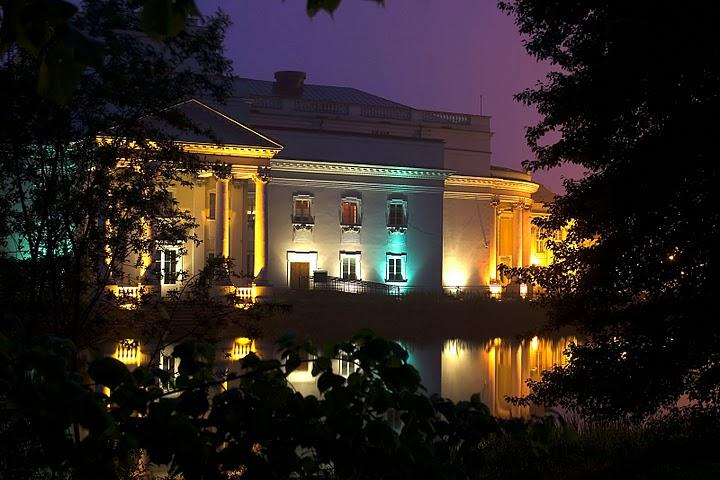
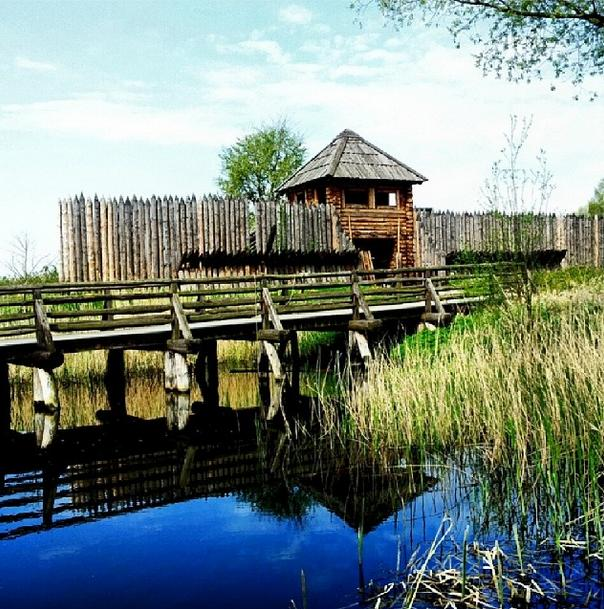